# Catoptria casalei
Catoptria casalei is een vlinder uit de familie grasmotten (Crambidae). De wetenschappelijke naam is voor het eerst geldig gepubliceerd in 1999 door Bassi.
De soort komt voor in Europa.